# Qerec-Mulaj
Qerec-Mulaj – wieś położona w północnej części Albanii w gminie Lekbibaj. Wieś znajduje się 115 kilometrów od stolicy państwa, Tirany.

## Demografia
Według spisu ludności z 1989 roku we wsi Qerec-Mulaj mieszkało 308 mieszkańców.